# 白石正邦

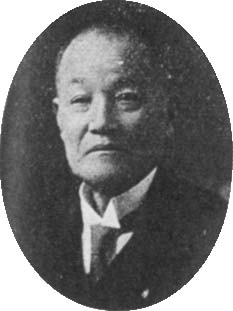
白石正邦

白石 正邦（しらいし まさくに、明治2年8月8日（1869年9月13日） - 昭和18年（1943年））は、日本の教育者。

## 経歴
東京府出身。1898年（明治31年）、東京帝国大学文科大学国史科を卒業し、大学院に入った。麻布中学校教諭、陸軍教授・中央幼年学校附、学習院教授・学生監を経て、東京府立第五高等女学校校長を務めた。1939年（昭和14年）、退官。

## 親族
- 小倉正恒 - 妻の兄[1]。大蔵大臣。

## 著作
- 『石門心学の研究』（成美堂、1920年）
- 『家訓講話』（章華社、1937年）
- 『手島堵庵心学集』（編集、岩波文庫、1934年）